# Svetinja, Trebnje
Svetinja je naselje v občini Trebnje.
Svetinja je majhno naselje na terasi severozahodnega pobočja Šmavra. K naselju spada tudi zaselek Stara gora, v bližini pa se nahajajo njive Prašnice in Podolnica ter na jugozahodu listnat gozd Gmajna. 
Avgusta 1942 so Italijani eno hišo požgali, v času njihove okupacije pa je bila v kraju kurirska postaja.